# Yeonpyeong

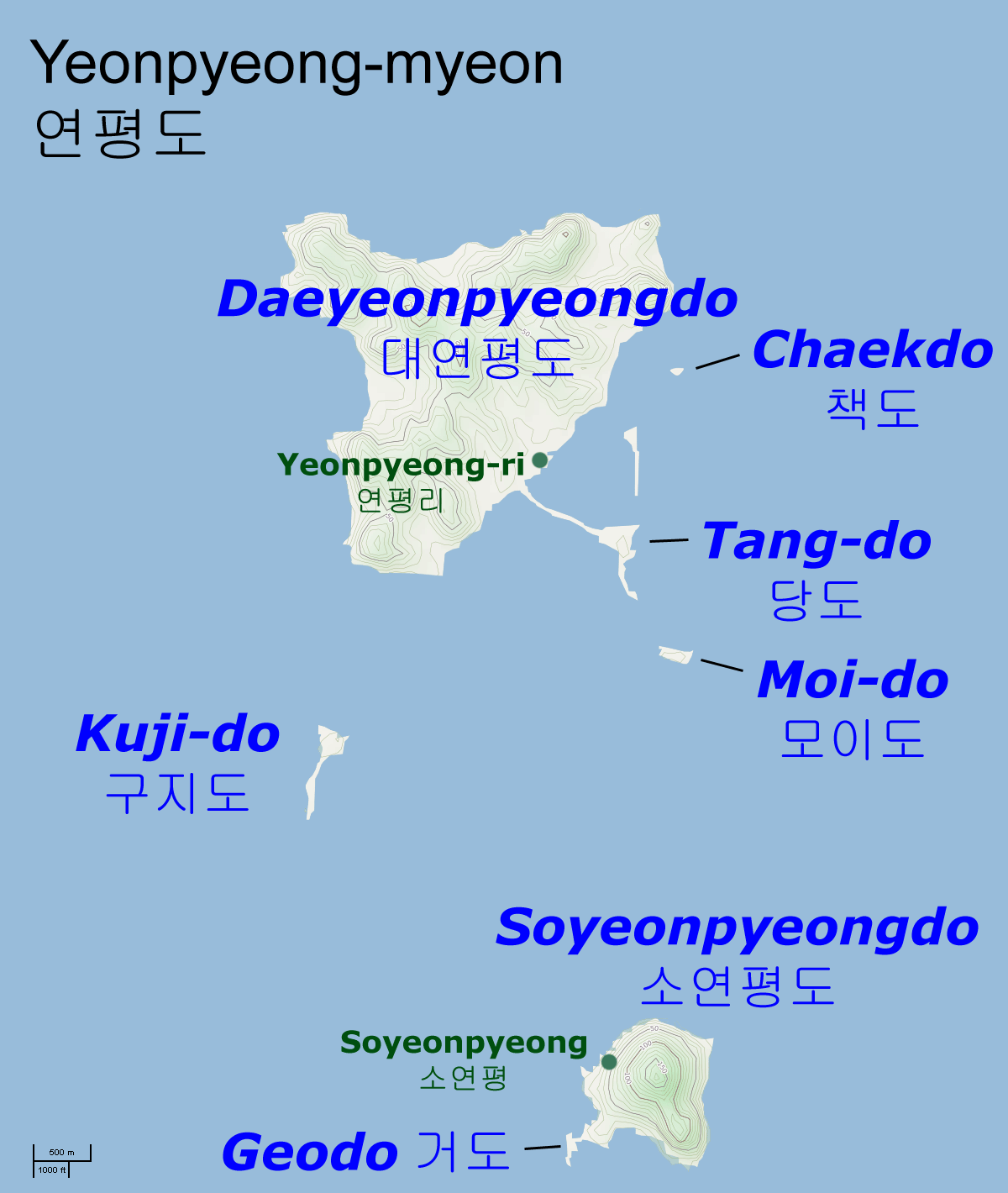
Karte der Inselgruppe Yeonpyeong

Lagekarte (Yeonpyeong 3)

Yeonpyeong ist eine zu Südkorea gehörende Inselgruppe im Gelben Meer, etwa 80 km westlich der Stadt Incheon und etwa 12 km südlich der nordkoreanischen Provinz Hwanghae-namdo. Hauptinsel ist Daeyeonpyeong mit einer Fläche von 7,01 km² und mehr als 1600 Einwohnern; auch sie wird im Sprachgebrauch als Yeonpyeong bezeichnet. Die zweite bewohnte Insel ist Soyeonpyeong mit einer Fläche von nur 0,24 km².
Die Inselgruppe Yeonpyeong-myeon bildet mit anderen Inseln (u. a. der Baengnyeongdo) den Kreis (Gun) Ongjin und gehört zum Stadtgebiet (Gwangyeoksi) von Incheon. Im Waffenstillstandsabkommen von 1953 wurde Yeonpyeong-do Südkorea zugeordnet. Die Hauptinsel liegt etwa 3 km südlich der Northern Limit Line, der von den Vereinten Nationen einseitig gezogenen maritimen Grenze zwischen Nord- und Südkorea.
Die südkoreanischen Streitkräfte haben 1000 Soldaten auf der Insel stationiert. Aufgrund ihrer Lage war die Insel in der Vergangenheit bereits dreimal (1999, 2002 und 2010) Ort von Auseinandersetzungen zwischen nord- und südkoreanischer Marine.

## Bombardement von Yeonpyeong 2010
Am 23. November 2010 feuerte die nordkoreanische Armee mehr als 200 Granaten auf die Insel ab. Dabei wurden zwei Soldaten und zwei Zivilisten getötet und mindestens ein Dutzend Menschen verletzt, darunter auch Zivilisten, sowie mehr als 50 Häuser beschädigt. Die amtliche Nachrichtenagentur von Nordkorea (KCNA) verlautete, der Angriff sei eine Reaktion auf Schießübungen der südkoreanischen Marine im Gelben Meer.

## Bombardement 2024
Am Morgen des 5. Januar 2024 meldete das südkoreanische Militär, dass zwischen 9:00 und 11:00 Uhr etwa 200 Granaten von den nordkoreanischen Inseln Kaps Jangsan und Deungsan Capes abgefeuert wurden. Eine Evakuierung der südkoreanischen Inseln Yeonpyeong und Baengnyeong wurde angeordnet. Die Evakuierung von Yeonpyeong erfolgte um 12:02 Uhr und um 12:30 Uhr, die Evakuierung von Baengnyeong.
Die Granaten fielen in der Pufferzone zwischen den beiden Ländern ins Meer, und es wurden keine Schäden gemeldet.

## Bildergalerie

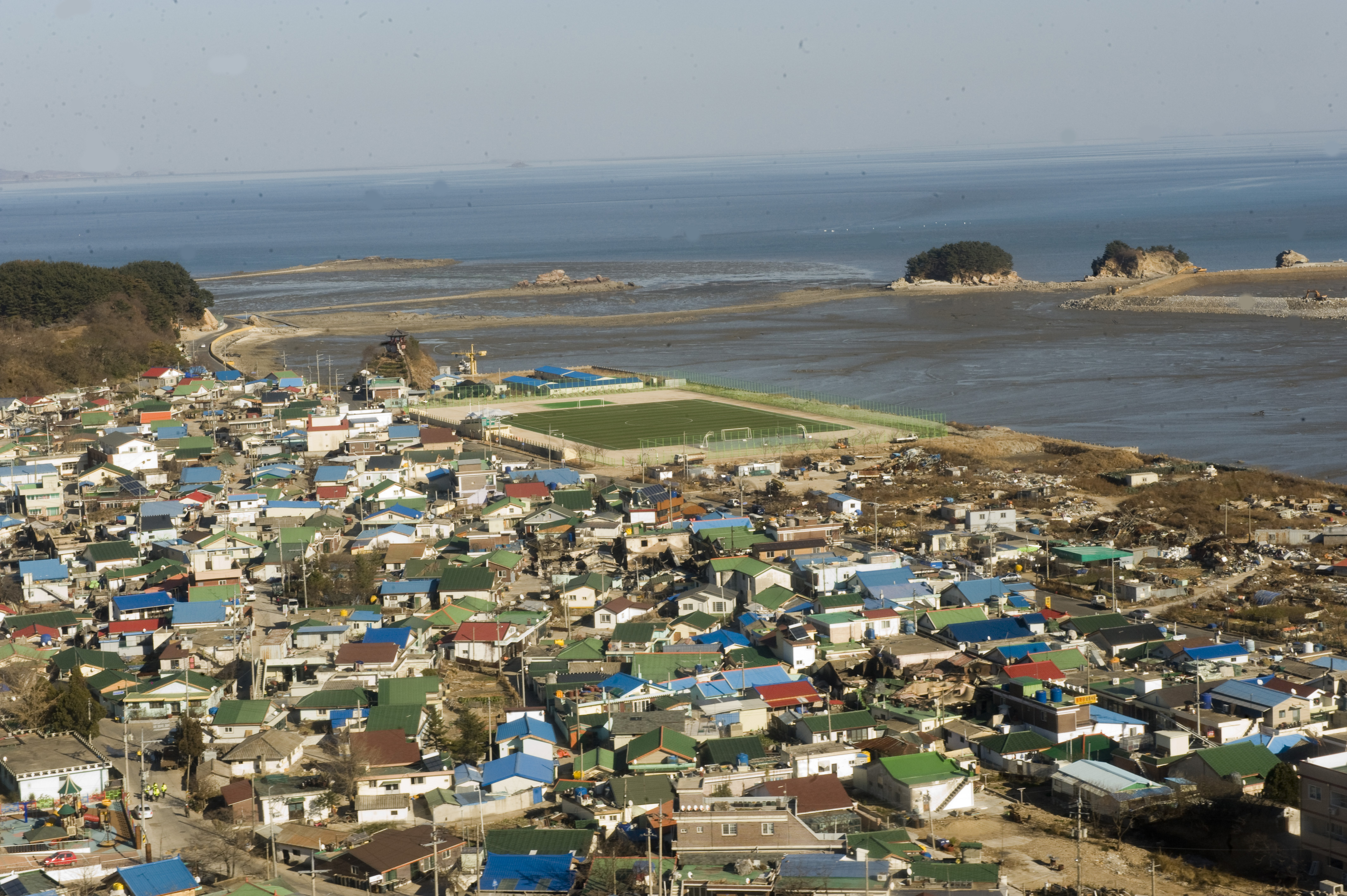
Yeonpyeong (2010)
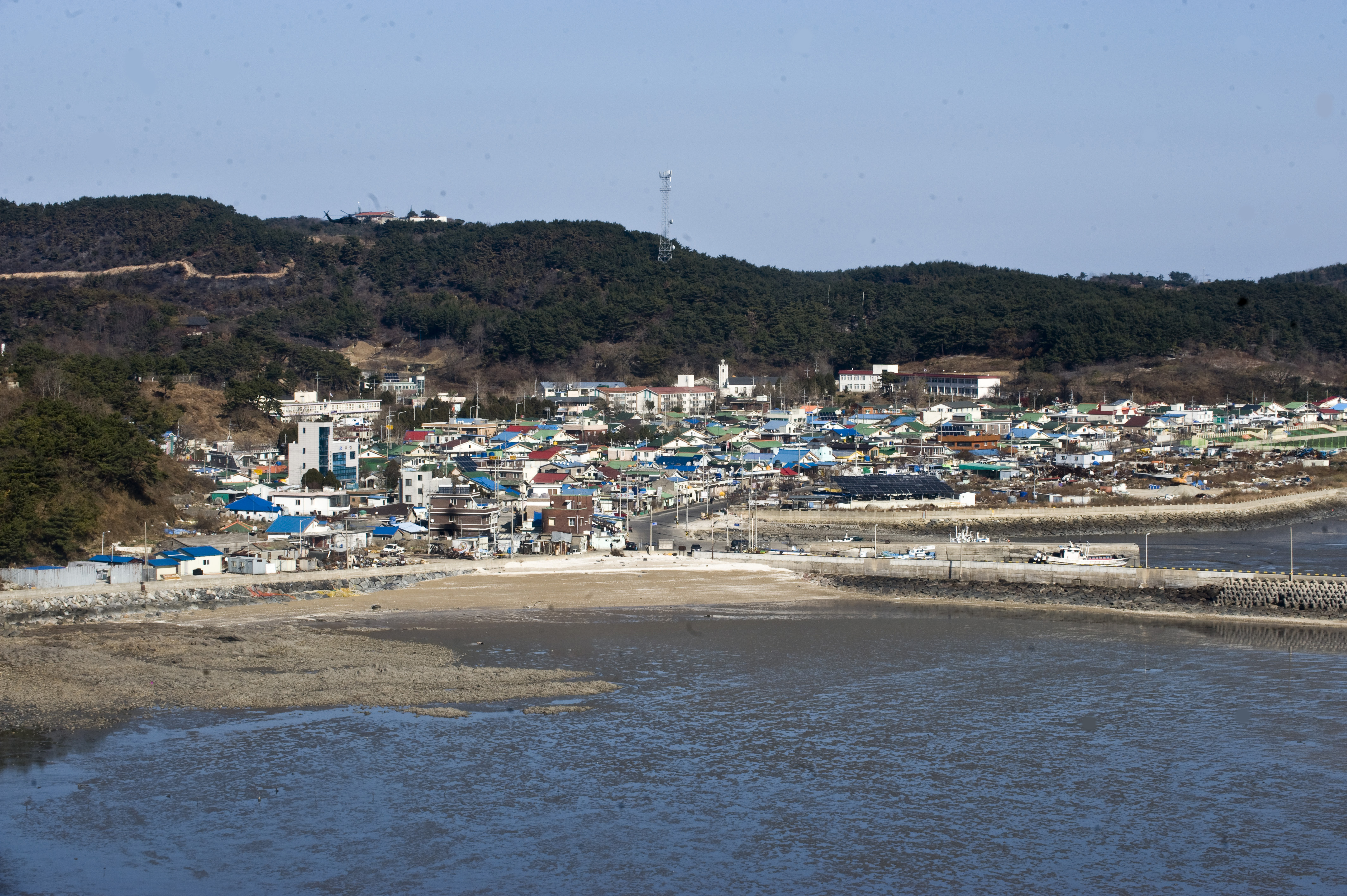
Yeonpyeong (2010)
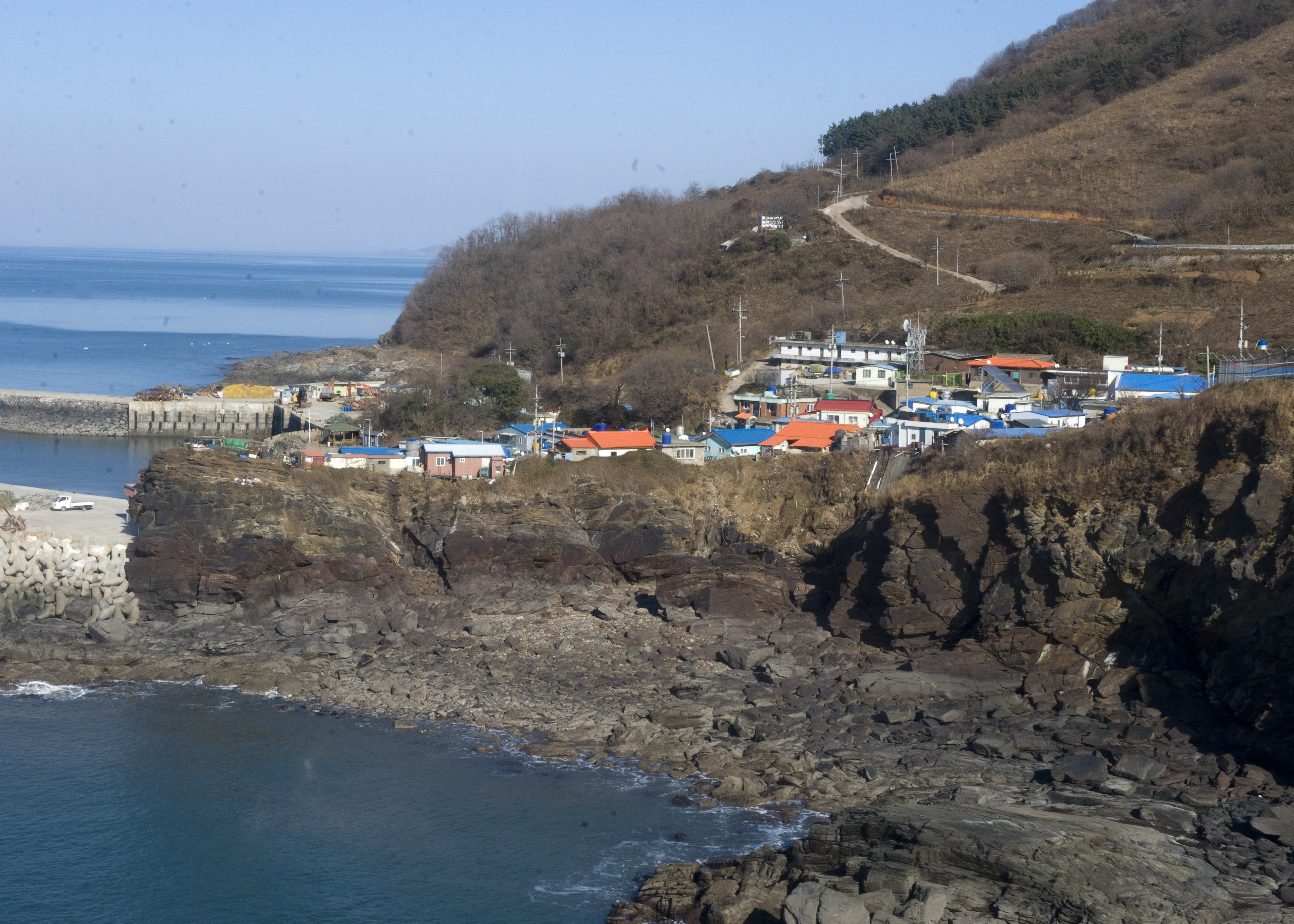
Yeonpyeong (2010)

## Belege
1. ↑  http://100.naver.com/100.nhn?docid=112862
2. ↑  Wikisource: Waffenstillstandsabkommen von 1953 – Yeonpyeong-do (YONPYONG-DO) wird in Artikel II, Abschnitt 13 (b) erwähnt (englisch)
3. ↑   Tote bei Granatenangriff: Konflikt Nord- und Südkorea eskaliert. In: news.orf.at. 23. November 2010, abgerufen am 9. Dezember 2018.
4. ↑  Nord- und Südkorea liefern sich Feuergefecht (Memento vom 26. November 2010 im Internet Archive)
5. ↑  reuters.com: Korea-Konflikt eskaliert – Norden bombardiert Süden (Memento vom 24. November 2010 im Internet Archive) vom 23. November 2010

Koordinaten: 37° 40′ N, 125° 42′ O